# Basses de Sucs i Alcarràs
Basses de Sucs i Alcarràs este o arie protejată (arie specială de conservare — SAC, sit de importanță comunitară — SCI, arie de protecție specială avifaunistică — SPA) din Spania întinsă pe o suprafață de 21,19 ha, integral pe uscat.

## Localizare
Centrul sitului Basses de Sucs i Alcarràs este situat la coordonatele 41°38′41″N 0°29′03″E / 41.6447°N 0.4841°E.

## Înființare
Situl Basses de Sucs i Alcarràs a fost declarat sit de importanță comunitară în septembrie 2006 pentru a proteja 18 specii de animale. Alte tipuri de protecție:
- arie de protecție specială avifaunistică (în septembrie 2006)[2]
- arie specială de conservare (în noiembrie 2014)[1][3][4]

## Biodiversitate
Situată în ecoregiunea mediteraneană, aria protejată conține 2 habitate naturale: Galerii și tufărișuri riverane sudice (Nerio-Tamaricetea și Securinegion tinctoriae), Pășuni mediteraneene udate de apa mării (Juncetalia maritimi).
La baza desemnării sitului se află mai multe specii protejate:
- păsări (17): lăcar mare (Acrocephalus arundinaceus), privighetoare-de-baltă (Acrocephalus melanopogon), rață mare (Anas platyrhynchos), stârc roșu (Ardea purpurea), Caprimulgus ruficollis, erete de stuf (Circus aeruginosus), porumbel gulerat (Columba palumbus), prepeliță (Coturnix coturnix), cinteză (Fringilla coelebs), ciocârlan (Galerida cristata), Galerida theklae, găinușă de baltă (Gallinula chloropus), prigoare (Merops apiaster), muscar sur (Muscicapa striata), ploier auriu (Pluvialis apricaria), corcodel mic (Tachybaptus ruficollis), nagâț (Vanellus vanellus)
- mamifere (1): vidră de râu (Lutra lutra)

Pe lângă speciile protejate, pe teritoriul sitului au mai fost identificate 1 specie de amfibieni, 1 specie de mamifere.